# Aljaksandra Kirsanava
Aljaksandra Kirsanova (Аляксандра Кірсанава), belarusisk musiker, född 22 maj 1980 i Borisov, Vitryska SSR, Sovjetunionen.
Sedan 1998 ingår Alyaksandra tillsammans med Konstantin Drapezo i duon Aljaksandra & Kanstantin, som var de första artisterna att representera Belarus i Eurovision Song Contest, vilket de gjorde 2004 i Istanbul, Turkiet, med bidraget My Galileo.